# انجمن معارف
انجمن معارف یا انجمن تأسیس مکاتب ملیهٔ ایران، نام انجمن‌هایی بود که تحت حمایت میرزا علی خان امین الدوله، صدر اعظم وقت، در دهه دوم قرن چهاردهم هجری قمری توسط گروهی از روحانیون متجدد، آزادیخواهان، دولتمردان و تجار ترقی خواه در تهران و تبریز با هدف ترویج آموزش به شیوهٔ غربی در ایران ایجاد شد. از جمله اقدامات آن تأسیس مدرسه، تدوین کتاب‌های درسی، کتابخانه، دارالترجمه، دارالتألیف، و کلاس‌های شبانه برای بزرگسالان، انتشار روزنامهٔ معارف، بود. انجمن هسته‌ای شد که شماری از نهادهای علمی و آموزشی از آن توسعه پیدا کردند. اهداف انجمن در شرح‌های تاریخی یا اسناد رسمی ذکر نشده ولی می‌توان آن را از فعالیت‌هایش چنین برداشت کرد: توسعهٔ مدارس جدید بر اساس مدل‌های اروپایی به منظور تربیت یک طبقهٔ تحصیل کردهٔ کارکنان دولتی؛ ترویج پژوهش و انتشارات، و حمایت از ترجمه‌های کتب مفید اروپایی؛ ایجاد کتابخانه‌های اروپایی به شیوهٔ غربی؛ و سازماندهی کلاس‌ها برای آموزش بزرگسالان.
انجمن معارف تهران در شوال ۱۳۱۵ قمری و تبریز در سال ۱۳۱۸ قمری تشکیل شدند. سنگ بنای این انجمن از مدرسه رشدیه گذاشته شد و باعث ایجاد مدارس جدید دیگر گردید.
انتصاب امین الدوله، حامی فعال آموزش نوین به صدارت عظما موجب دلگرمی روشنفکران اصلاحگرا شد. حمایت امین الدوله باعث تأسیس مدرسهٔ رشدیه در تهران شد. در همان زمان میرزا کریم خان سوادکوهی، پس از کسب اجازهٔ صدر اعظم اقدام به تأسیس یک دارالایتام کرد. مشاجره بین رشدیه و هیئت مدیرهٔ منصوب امین الدوله منجر به ایجاد انجمن معارف با هفت عضو اولیه شد: محمود خان احتشام السلطنه (رئیس انجمن)، سید یحیی دولت‌آبادی، جعفرقلی خان نیرالملک، محمود خان مفتاح‌الملک، علی خان ناظم‌العلوم، مهدی خان ممتحن‌الدوله و عباس خان مهندس‌باشی.